# Football Club Turris 1944 1996-1997
Questa pagina raccoglie le informazioni riguardanti la Football Club Turris 1944 nelle competizioni ufficiali della stagione 1996-1997.

## Rosa
| N. |                   | Ruolo | Calciatore          |
| -- | ----------------- | ----- | ------------------- |
|    | Italia (bandiera) | A     | Raimondo Acampora   |
|    | Italia (bandiera) | D     | Giuseppe Antonaccio |
|    | Italia (bandiera) | D     | Giovanni Bagnara    |
|    | Italia (bandiera) | D     | Fabrizio Baldini    |
|    | Italia (bandiera) | D     | Luca Barbini        |
|    | Italia (bandiera) | A     | Giuseppe Barrucci   |
|    | Italia (bandiera) | C     | Vincenzo Bevo       |
|    | Italia (bandiera) | D     | Salvatore Cangiano  |
|    | Italia (bandiera) | D     | Vittorio De Carlo   |
|    | Italia (bandiera) | A     | Tommaso De Carolis  |
|    | Italia (bandiera) | D     | Antonio Dell'Oglio  |
|    | Italia (bandiera) | C     | Nicola Di Criscio   |
|    | Italia (bandiera) | D     | Giuseppe Di Meo     |
|    | Italia (bandiera) | P     | Gennaro Esposito    |

| N. |                   | Ruolo | Calciatore           |
| -- | ----------------- | ----- | -------------------- |
|    | Italia (bandiera) |       | Francesco Giudizioso |
|    | Italia (bandiera) | C     | Giuseppe Granozi     |
|    | Italia (bandiera) | C     | Giovanni Iovino      |
|    | Italia (bandiera) |       | Domenico Izzo        |
|    | Italia (bandiera) | C     | Aniello Lama         |
|    | Italia (bandiera) | C     | Antonio Maschio      |
|    | Italia (bandiera) |       | Raffaele Miglio      |
|    | Italia (bandiera) | A     | Paolo Russo          |
|    | Italia (bandiera) | P     | Luigi Sassanelli     |
|    | Italia (bandiera) | C     | Luca Scarano         |
|    | Italia (bandiera) | D     | Matteo Siniscalco    |
|    | Italia (bandiera) | C     | Pietro Tarantino     |
|    | Italia (bandiera) | C     | Gaetano Voza         |

## Risultati

### Campionato

#### semifinali
| Catania 31 maggio 1997 andata | Catania           | 0 – 0 | Turris | Stadio Cibali (17.000 spett.)\| Arbitro: \| Guiducci (Arezzo) \| |
| Arbitro:                      | Guiducci (Arezzo) |       |        |                                                                  |

| Arbitro: | Sputore (Vasto) |

|                |           |  |
| 70’ Antonaccio | Marcatori |  |

#### Finale
| Arbitro: | Paparesta (Bari) |

| |            | |
| 74’ Dell'Oglio 76’ Barrucci | Marcatori  | |
| Sassanelli, Siniscalco, Di Meo, Tarantino, Baldini, Barrucci (81 Voza), Antonaccio, Acampora (89' De Carlo), Di Criscio (86' Granozi) , Dell'Oglio, All. Esposito. | Formazioni | Armellini, Mastroianni (80' Maiellaro), Petitto, De Solda, Mancini O., Moscetta, De Solda II (85'Ianuale), Sampino, De Palma (62'), Bombardini, Aruta - All. Silva. |